# 劉學軒
劉學軒（1969年—），生於台灣彰化縣，台灣作曲家，為民主進步黨政治人物翁金珠及其夫劉峰松之子，曾任台北打擊樂團藝術總監、中國文化大學音樂學系助理教授，2008年創立無双樂團，2009年創立「喧嘩股份有限公司」經營無双樂團。
劉學軒曾應邀擔任國家國樂團「2006精緻系列」四場音樂會製作人及音樂指導，也曾幫翁金珠製作選舉歌曲。跨藝術製作所呈現之《英雄‧美人‧花月夜》入圍台新銀行文化藝術基金會第五屆台新藝術獎，獲選為年度十大表演藝術。
2013年2月，劉學軒接受中國評論通訊社專訪時說，他走音樂路，但政治讓他有非常包容的想法；音樂可以超越國界、超越政治，他不希望表演和政治牽扯在一起。
2019年，劉學軒捲入性騷擾爭議。無雙樂團前團員美美控訴，劉學軒在樂團內部存在潛規則，並對其使用通訊軟體進行言語性騷擾。美美指出，劉學軒在多次場合中以不當言語調侃，並提出要求以「幫忙上位」為誘因，讓受害人拍攝性感照片，甚至暗示開房間等要求。對此，劉學軒表示，在事後也有向美美道歉，並支付「離團獎勵金」新台幣4萬元和解。

## 作品列表

### 西洋管弦樂
- 2007 《六堆戰紀 ~ 1721》
單樂章交響曲，行政院客家委員會委託
- 2007 《陳慧坤之畫-管弦組曲》
獻給畫家陳慧坤
- 2007《詩篇‧安魂曲》for Strings and Soprano
加拿大多倫多紀念228事件60週年音樂會
- 2005 《白曦、晚霞、 月光》for Orchestra
獻給舞蹈家蔡瑞月
- 2004 《code: nylon》for Orchestra
- 2004 《八音》給管弦樂團
2004 a-ha客家藝術節-高雄市交響樂團）
- 2001 《三峽祖師廟的石獅》給管弦樂團
湯瑪斯．瓦薩里指揮布達佩斯交響樂團2004台灣巡演-李梅樹百年音樂會-台北縣文化局交響樂團）
- 2001 《李梅樹之畫》管弦組曲
I-三峽春曉 1977、
II-小憩之女 1935、
III-秋色 1981、
IV-自畫像 1931、
V-黃昏 1948、
VI-玫瑰 1978、
VII-太魯閣 1976

李梅樹百年音樂會-台北縣文化局交響樂團
- 1997 《桃花．急流》給36簧笙與室內樂團
- 1996 《心理分析小屋》給幻燈片、人聲與室內樂團
明日之星-台北縣文化局交響樂團

### 民族管弦樂
- 2009 《霸王別姬-大提琴與二胡雙協奏曲》
2009年6月由NCO台灣國家國樂團首演，大提琴：楊文信 二胡：王明華
- 2008 《琵琶協奏曲》
- 2003 《第二二胡協奏曲》
文建會2003年民族音樂創作獎-協奏曲組銀獎
- 2002 《霧社一九三○》
文建會2002年民族 音樂創作獎合奏組銅獎
- 2001 《噶瑪蘭-幻想序曲》
國家國樂團-拉弦名家之夜
- 2001 《虎姑婆-音樂故事劇》
- 2000 《雅美族之歌》
台北市立國樂團-“創意的音符“音樂會
- 2000 《祝願》給混聲合唱團、兒童合唱團、女高音與民族管弦樂團
莊奴作詞，“跨世紀音樂會“-國家國樂團、台北市立國樂團、中廣國樂團、實驗合唱團、成功國小合唱團、女高音張麗梅
- 2000 《鄒族之歌》
國家國樂團歐洲巡迴
- 2000 《二胡協奏曲》
國際台北民族器樂大賽

### 室內樂
- 2006 《奧之細道》給弦樂合奏（國家國樂團）
- 2006 《碧海潮生曲》笛獨奏與古箏（國家國樂團）
- 2006 《神獸》（魑魅魍魎、麒麟、鳳凰、年獸）給傳統打擊樂（國家國樂團）
- 2005 《四色》（台北打 擊樂團、國家文藝基金會）
- 2004 《冷山》給殼仔弦與絲竹室內樂團（王明華胡琴獨奏會“冷山寒水照離人“，國家國樂團）
- 2002 《鬼忌》給絲竹室內樂團（文建會 2003年民族音樂創作獎-絲竹室內樂暨吹打樂組金獎）
- 2002 《出草》給絲竹室內樂團（國家國樂團-法國巴黎台北新聞文化中心、馬熙歌劇院）

由國家國樂團於法國巴黎首演，使用摩斯密碼作曲，以隱喻手法展現文明所帶來的毀滅與衝擊，更將東西方樂器融合極致，獲得巴黎聽眾好評。
- 2002 《山林之秋》給二胡與絲竹室內樂團(國寶名家薈萃-中樂大師聯合音樂會-中國二胡名家宋飛獨奏)
- 2002 《小河淌水》給鍵盤打擊樂（台北打擊樂團-拜訪小溪）
- 2002 《送別》給高胡與樂隊（采風樂坊-弘一大師李叔同圓寂六十週年紀念音樂會）
- 2001 《山林之夏》給笛子絲竹室內樂團（台灣笛子名家陳中申獨奏）
- 2001 《第二號弦樂四重奏》（第一道月光-獻給蔡瑞月-台灣絃樂團）
- 1993 《華彩》給打擊樂合奏（國家國樂團）
- 1994 《音轉》給笛子、鋼琴與打擊樂（台灣笛子名家林慧珊獨奏2002）

### 原創配樂
- 2008《Katz卡滋幫》動畫原創配樂（頑石創意製作出品）
- 2007《Jazz Fusion》（高雄夢時代球形環繞音響）
- 2007《聲東擊西》（高雄夢時代球形環繞音響）
- 2006 《李昌鈺》台灣人物誌（Discovery 頻道，行政院新聞局，大夏數位製作）
- 2006 《大師身影》歷史人物系列原創音樂（公共電視，聯經出版社）
- 2005 《降妖‧出巡》福爾摩沙-藝陣人生（ 2005韓國安東假面藝術節， 國際民間藝術組織台灣分會）
- 2005 《白曦、晚霞、 月光》數位版（獻給舞蹈家蔡瑞月，蔡瑞月基金會，日本現 代舞大師 折田克子 編舞）
- 2005 《原住民神話故事》十族 系列動畫（文建會、甲馬創意）
- 2005 《彰化四季》鋼琴獨奏（2005台灣花卉博覽會-花神季）
- 2004 《代號︰尼龍》 數位版（埃立歐．波瑪爾 Eleo Pomare 編舞-2004 國際藝術交流－文化之匯-獻給鄭南榕）
- 2004 《太魯閣越嶺古道》紀錄片原創配 樂（2004加拿大蒙特婁世界原住民嘉年華會Montreal First People National Festival in 2004）
- 2003 《默娘》四幕大型舞劇（舞蹈家陳麗莉與“員圓舞蹈團“委託製作，921地震四周年祈福演出暨彰化縣建縣280週年系列活動。）
- 2003 《不透明I》、《不透明II》（蔡佳琳動畫，「台灣國際動畫影展」參展作品）
- 2002 《悠》（葉明勳動畫）
- 2002 《李宗仁畫作隨想》
- 2002 《勁馬開太平》（2002台北燈節主燈音樂）
- 2001 《序幕之舞》（2001全國運動會開幕式）
- 2001 《兩個太陽》（2001全國運動會開幕式）
- 2001 《靈動新世紀》（2001台北燈節主燈音樂）

### 原創歌曲
- 2005 《小水滴》彰化縣長翁金珠競選歌曲
- 2005 《三字歌》彰化縣長翁金珠競選歌曲
- 2005 《花神季-四季童謠組曲》（2005台灣花卉博覽會-花神季）
- 2001 《李畫伯之歌》給女高音獨唱與管弦樂團（李梅樹百年音樂會-台北縣文化局交響樂團）
- 2001 《台北兒童進行曲》（2001台北兒童藝術節）
- 2001 《真情的歌詩》（彰化之歌）彰化縣長翁金珠競選歌曲
- 1999 《戀戀碧潭情》（新店市歌）
- 1998 《台灣是咱的原鄉》-櫻花鉤吻鮭之歌
- 1999 《心窗》- 林武憲詩集
- 1999 《Fishing》 - 林武憲詩集

### 改編及配器
- 2006 《彼得與狼》給西洋打擊樂（台 北打擊樂團）
- 2006 《虎姑婆》給傳統打擊樂（台北打擊樂團）
- 2004 《二泉》低音二胡與南管團（王明華胡琴獨奏會 “冷山寒水照離人“，國家國樂團）
- 2004 《迪士尼夢幻組曲》（國家國樂團）
- 2002 《楚漢》琵琶協奏曲鋼琴版（賴德和曲-國際台北民族器樂大賽）
- 2001 《漢宮秋月》給二胡與民族室內樂（台灣二胡名家王明華胡琴獨奏會）
- 2001 《“秋樂、冬雪、春華、夏風暴“四季選曲》給高胡與民族室內樂（台灣二胡名家王明華胡琴獨奏會）
- 2001 《港都、春花、夜雨》給二胡與民族室內樂（台灣二胡名家王明華胡琴獨奏會）
- 2001 《布袋戲序曲》給打擊樂
- 2001 《台灣民謠第一組曲》給鍵盤打擊樂團
- 1999 《海潮音》
- 2000 《鄧麗君逝世五週年音樂會》（鄧麗君文教基金會）
你怎麼說、我怎能離開你、千言萬語、我只在乎你
- 1999 林心智台語兒歌（華新兒童合唱團）
《水果篇》、《蔬菜篇》、《昆蟲篇》、《地理篇》
- 1999 《紅田嬰》、《火金姑》台語兒歌（第十屆金曲獎非流行音 樂類最佳 唱片及演唱人）
- 1993 《胡桃鉗組曲》給打擊樂合奏（台北打擊樂團）

### 原創劇場音樂
- 2004 《虎姑婆》兒童音樂劇-鋼琴四手聯彈舞台版（文化建設委員會-綠淨音樂工作坊）
- 2003 《七太郎與狂狂妹》兒童音樂劇（采風樂坊）
- 2002 《巫頂的同班同學》兒童劇（紙風車劇團）
- 2000 《蘭陽歷史舞劇》舞台劇（紙風車劇團）
- 2000 《書與玫瑰》舞台劇（世界書香日）
- 2000 《青蛙王子》舞台劇
- 1999 《讀書的日子》舞台劇

### 樂譜及有聲出版品
- 2004 《鬼忌》給絲竹室內樂團（文 建會2003年民族音樂創作獎-絲竹室內樂暨吹打樂組金獎）入圍“第十六屆金曲獎“最佳作曲人獎（傳統暨藝術音樂作品類）
- 2004 《第二二胡協奏曲》（文 建會2003年民族音樂創作獎-協奏曲組銀獎）入圍“第十六屆金曲獎“最佳作曲人獎（傳統暨藝術音樂作品類）
- 2003 《二胡協奏曲》鋼琴伴奏譜（台北市立國樂團、喧嘩網出版社）
- 2003 《二胡協奏曲》民族樂團總譜（喧嘩網出版社）
- 2003 《霧社一九三○》給民族管弦樂團總譜（文化建設委員會）（文建會2002年民族音樂創作 獎-合奏組銅獎）
- 2003 《出草》總譜（喧嘩網出版社）
- 2003 《琵琶協奏曲》鋼琴伴奏譜（喧嘩網出版社）
- 2003 《三峽祖師廟的石獅》總譜（喧嘩網出版社）
- 2003 《噶瑪蘭-幻想序曲》總譜（喧嘩網出版社）
- 2003 《虎姑婆-音樂故事劇》總譜（喧嘩網出版社）
- 2003 《李梅樹之畫》總譜（喧嘩網出版社）
- 2003 《祝願》總譜（喧嘩網出版社）
- 2003 《鄒族之歌》總譜（喧嘩網出版社）
- 2003 《七太郎與狂狂妹》音樂故事版（采風樂坊）
- 2003 《虎姑婆》樂曲介紹（康軒出版社，國中藝術與人文課本）
- 2002 《蛀牙王子與眼鏡公主》（信誼基金會）
- 2002 《My Favorite Sweet Chants & Lullabies》（信誼基金會）
- 2002 《My Favorite Nursery Rhymes》（信誼基金會）
- 2002 《My Favorite Popular Songs》（信誼基金會）
- 2002 《Alphabet Book for Children-我的ABC》互動式光碟（信誼基金會）
- 2001 《卡卡利可》音樂沙拉吧-世界童謠篇（信誼基金會）
- 2001 《My Favorite Finger Rhymes 》（信誼基金會）
- 2001 《My Favorite Children's Songs》（信誼基金會）
- 2001 《My Favorite Movement Rhymes》（信誼基金會）
- 2000 《變色鳥》互動式光碟音樂創作（信誼基金會）
- 1999 《紅田嬰》台語兒歌（信誼基金會）（第 十屆金曲獎非流行音樂類最佳唱片）
- 1999 《火金姑》台語兒歌（信誼基金會）（第十屆金曲獎非流行音樂類最佳演唱人）